# Георги Текев
Георги Текев е доктор по бизнес администрация и предприемачество, университетски мениджър и продуцент на Райна Кабаиванска, инициатор на майсторския клас на Райна Кабаиванска в България. Изпълнителен директор и член на Настоятелството на НБУ.

## Биография

### Образование и специализации
Завършва колеж „Хасинто Бенавенте“, Тетуан, Мароко (1977), 9-а Френска езикова гимназия, София (1985), Университет за национално и световно стопанство, София, специалност „Икономика и организация на труда“, докторска степен от Нов български университет, научна специалност – Социално управление с дисертация на тема „Съвременни форми на организация и управление на университетската институция. Преходът към предприемаческо-мрежови университет“. Специализира в Университет в Съри, Лондон, Оксфордски университет, Университет в Болоня, Италия, Академия „Киджана“, Сиена, Италия.

### Кариера
Георги Текев е Изпълнителен директор на Нов български университет. Дейността си в университета започва през 1991 г. като координатор по развитието на финансовата дейност и нормативната база на НБУ. От 1992 до 1994 г. е директор на Свободния факултет. До 2000 г. е директор на Централната университетска администрация. Изпълнителен директор на Нов български университет е от 2000 г. Сред основните му професионални проекти в НБУ са стратегическото планиране, развитието на университетската структура и нормативната уредба, системата за финансово управление на НБУ, развитието на материалната среда и информационните ресурси. Научните му интереси са свързани с университетския мениджмънт. Инициатор и продуцент на Майсторския клас на Райна Кабаиванска в България от 2001 г.

### Членства
- Член на Настоятелството на НБУ от 15 декември 2008 г.
- Председател е на фондация „За нов български университет“.
- Член е на управителния съвет на фонд „Райна Кабаиванска“ в НБУ.
- Член на журито на международния конкурс „Виоти“ във Верчели,
- Член на творческия съвет на Столична програма „Култура“.
- Член на журито на конкурса на сп. „Мениджър“ – „Мениджър на годината“.
- Член на журито на конкурса на сп. „Форбс“ – „30 таланта по 30 години“
- Член на консултативния съвет на „Ноу-Хау Център за алтернативни грижи за деца“
- Член на Обществения съвет на Българско национално радио от 2021 г.[2]

## Награди
- „Златно перо“ за принос в българската култура, за креативните практики, въведени в областта на изкуството в редица проекти с обществена значимост, които откриват, изграждат и представят млади талантливи личности.[3]
- Награда на Международния Уеб фестивал в Албена, раздел „Личности и знаменитости“ за уебсайта на Райна Кабаиванска.
- Кавалер на Ордена на звездата на Италия – държавното отличие за особени заслуги в областта на изкуството, културата и образованието, присъдено с Постановление на Президента на Република Италия Серджо Матарела.[4]